# Pimpla tuberculata
Pimpla tuberculata är en stekelart som beskrevs av Morley 1914. Pimpla tuberculata ingår i släktet Pimpla och familjen brokparasitsteklar. Inga underarter finns listade i Catalogue of Life.